# 小行星7576
小行星7576（英語：7576）是一颗围绕太阳公转的小行星。1990年1月21日，M. Arai、H. Mori在寄居町发现了此天体。
这颗小行星的绝对星等为344.16888等。